# 太空探索

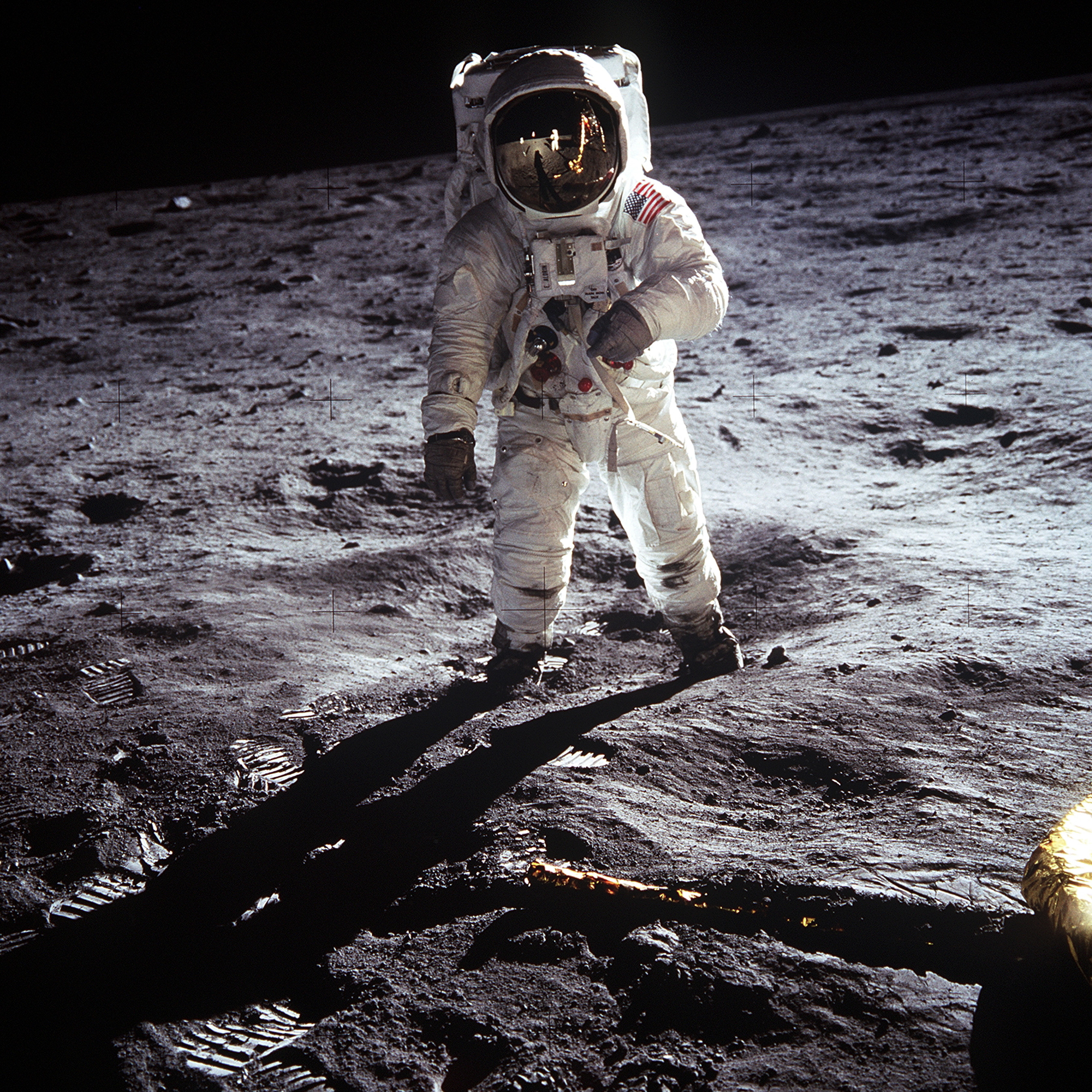
🇺🇸美國太空人

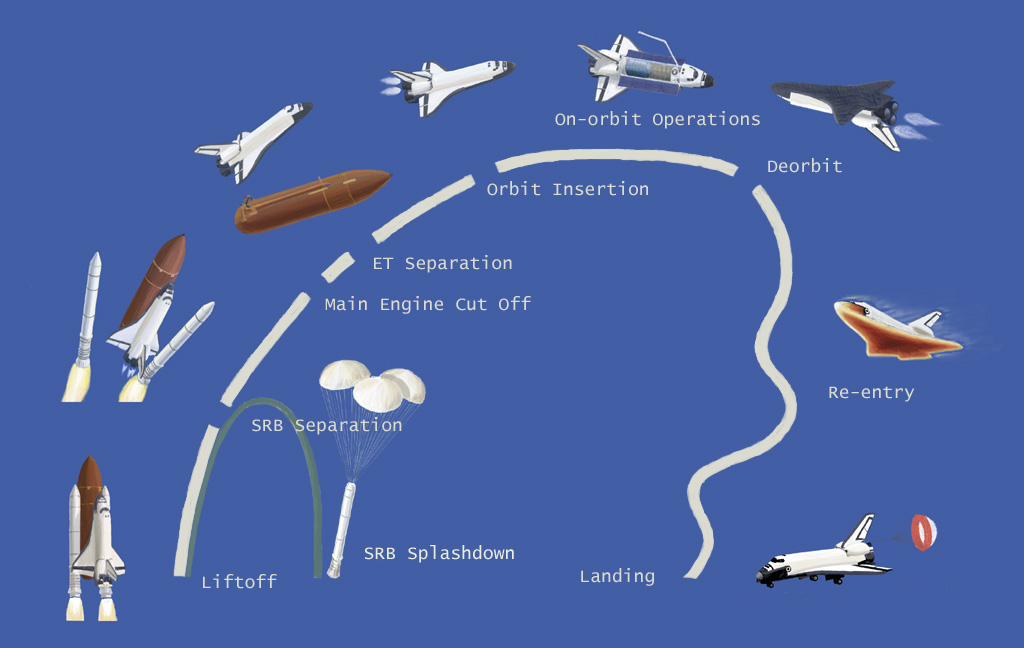
太空梭載具

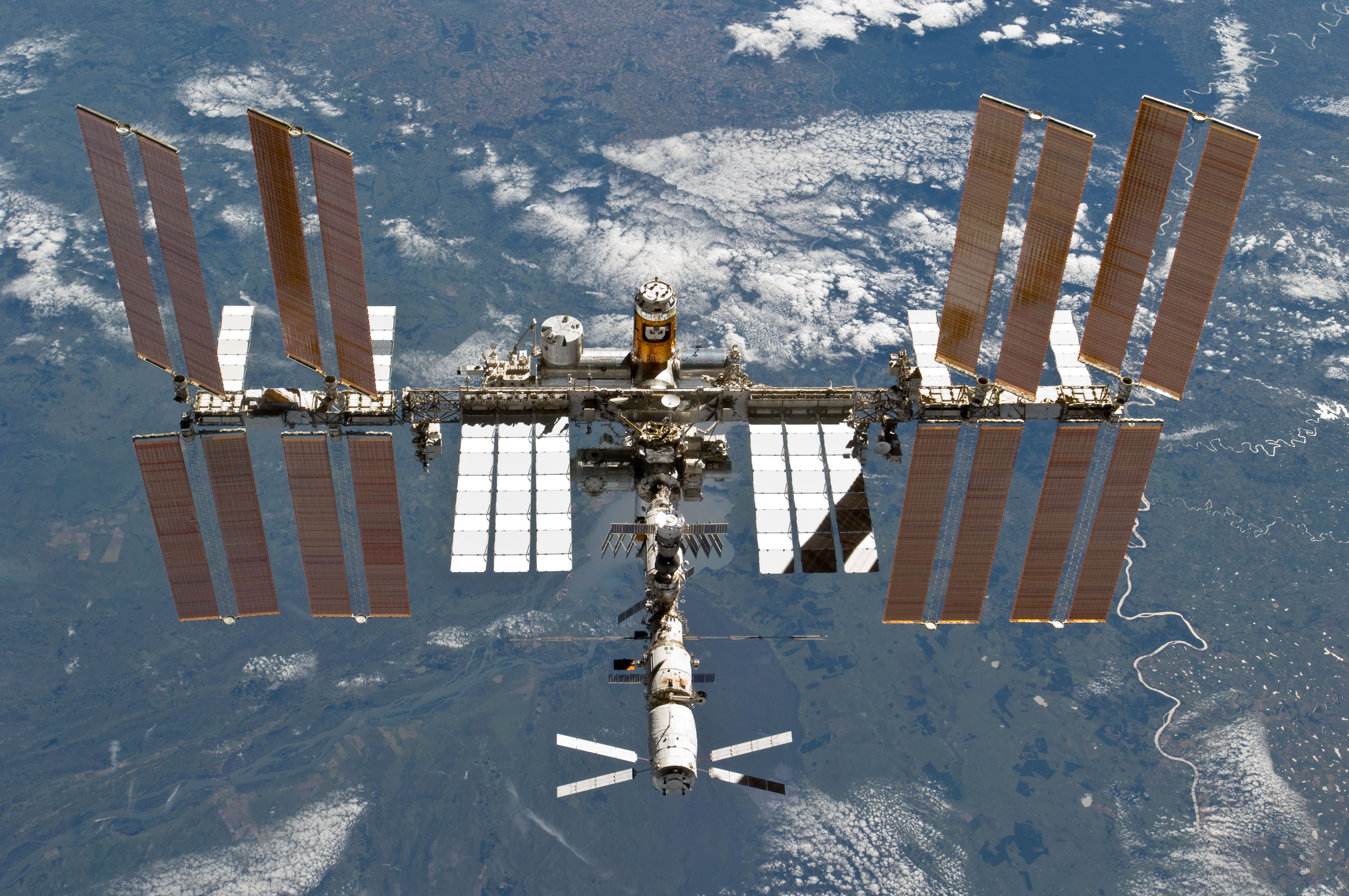
國際太空站

太空探索是指以物理手段探索地球以外物体以及探索太空，涉及到的连续演化和成长的航天技术。虽然太空研究主要是由天文学家用望远镜实施的，但是太空的物理勘探是由无人驾驶的机器人探测器和载人航天两者实施的。
太空探索经常被用作地缘政治对抗，例如冷战时期的代理竞争。太空探索的早期时代主要是被苏联和美国之间的“太空竞赛”驱动的。在1957年10月4日发射进入地球轨道的第一个人造物体，苏联的人造地球卫星史普尼克1號，和在1969年7月20日第一次登上月球的美国阿波罗11号太空船，通常被作为是这个初始阶段的里程碑。
在前20年的探索之后，重点从一次性的飞行转移到可重新使用的硬件，例如航天飞机计划，并从竞争走向合作，建立了国际空间站（ISS）。
在2000年代，中国成功地启动了载人航天计划，而欧盟，日本和印度也在谋划未来的载人航天飞行任务。而在本世纪，中国，俄罗斯，日本和印度都规划了至月球的载人航天飞行任务，欧盟则是规划了到月球和火星的载人航天飞行任务。
从1990年代起，私人集团(SpaceX)开始推动太空旅游和月球私人空间探索（参见Google月球X大奖）。

## 可回收太空船

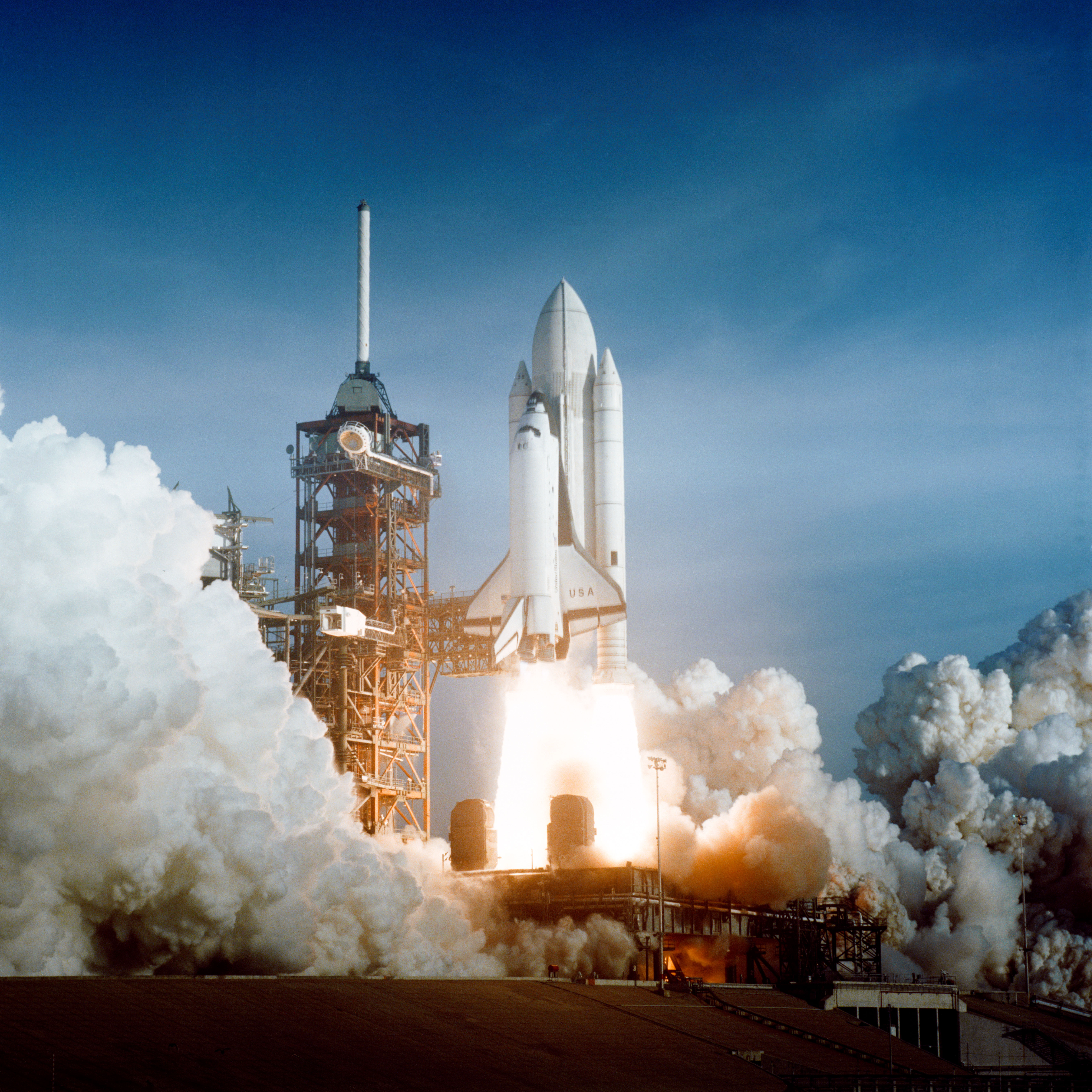
哥伦比亚号航天飞机在点火后的几秒钟，1981年，来源于美國

## 简史

### 1957年-1975年
| 日期           | 第一次成功           | 國家              | 任務名稱             |
| -------------- | -------------------- | ----------------- | -------------------- |
| 1946年         | 动物进入太空（果蝇） | 美国-ABMA         | V2                   |
| 1957年8月21日  | 洲際彈道飛彈（ICBM） | 蘇聯              | R-7/SS-6 Sapwood     |
| 1957年10月4日  | 人造卫星             | 蘇聯              | 史潑尼克一號         |
| 1957年11月3日  | 动物进入轨道（狗）   | 蘇聯              | 史普尼克2號          |
| 1958年1月31日  | 探测范艾伦带         | 美国-ABMA         | 探險者一號           |
| 1958年12月18日 | 通信卫星             | 美国-ABMA         | Project SCORE        |
| 1959年9月15日  | 月球探测器           | 蘇聯              | 月球2號              |
| 1959年2月17日  | 气象卫星             | 美国-NASA（NRL）1 | Vanguard 2           |
| 1959年8月7日   | 第一张地球的照片     | 美国-NASA         | 探險者六號           |
| 1960年8月18日  | 侦查卫星             | 美国-Air Force    | KH-1 9009            |
| 1961年4月12日  | 人类进入轨道         | 蘇聯              | 東方一號             |
| 1965年3月18日  | 太空船外活动         | 蘇聯              | 上升2號              |
| 1965年12月15日 | 轨道集合2            | 美国-NASA         | 雙子星6A號/雙子星7號 |
| 1966年3月1日   | 另一行星探测器       | 蘇聯              | 金星3號              |
| 1969年7月21日  | 人类登月             | 美国-NASA         | 阿波罗11号           |
| 1971年4月23日  | 太空站               | 蘇聯              | 禮炮1號              |
| 1975年7月15日  | 第一次美苏联合任务   | 蘇聯 美国-NASA    | 阿波罗-联盟测试计划  |

### 1975年至今
| 日期          | 第一次成功         | 國家                | 任務名稱         |
| ------------- | ------------------ | ------------------- | ---------------- |
| 1981年4月12日 | 太空梭             | 美国-NASA           | STS-1            |
| 1983年6月13日 | 外太阳系飞船       | 美国-NASA           | 先驅者10號       |
| 1985年9月11日 | 彗星探测器         | 美国-NASA           | 國際彗星探測計劃 |
| 2001年4月28日 | 太空旅游者         | 俄羅斯 美国         | Soyuz TM-32      |
| 2004年6月21日 | 私人开发载人太空船 | 美国-NASA           | 太空船一號       |
| 2019年1月3日  | 月球背面软着陆     | 中国-中国国家航天局 | 嫦娥四号         |

### 动物宇航
- 太空中的动物（英语：Animals in space）
- 苏联太空犬

### 宇航员
- 水星计划
- 双子星座计划
- 阿波罗工程
- 太空实验室
- 太空梭
- 和平号太空站
- 國際太空站
- 神舟号飞船
- 天宫空间站

### 最近以及将来的发展
- 火星探测
- 未来能源开发
- 太空旅游
- 私人太空船
- 宇宙殖民
- 突破攝星